# Paludi di Al-Hawizeh

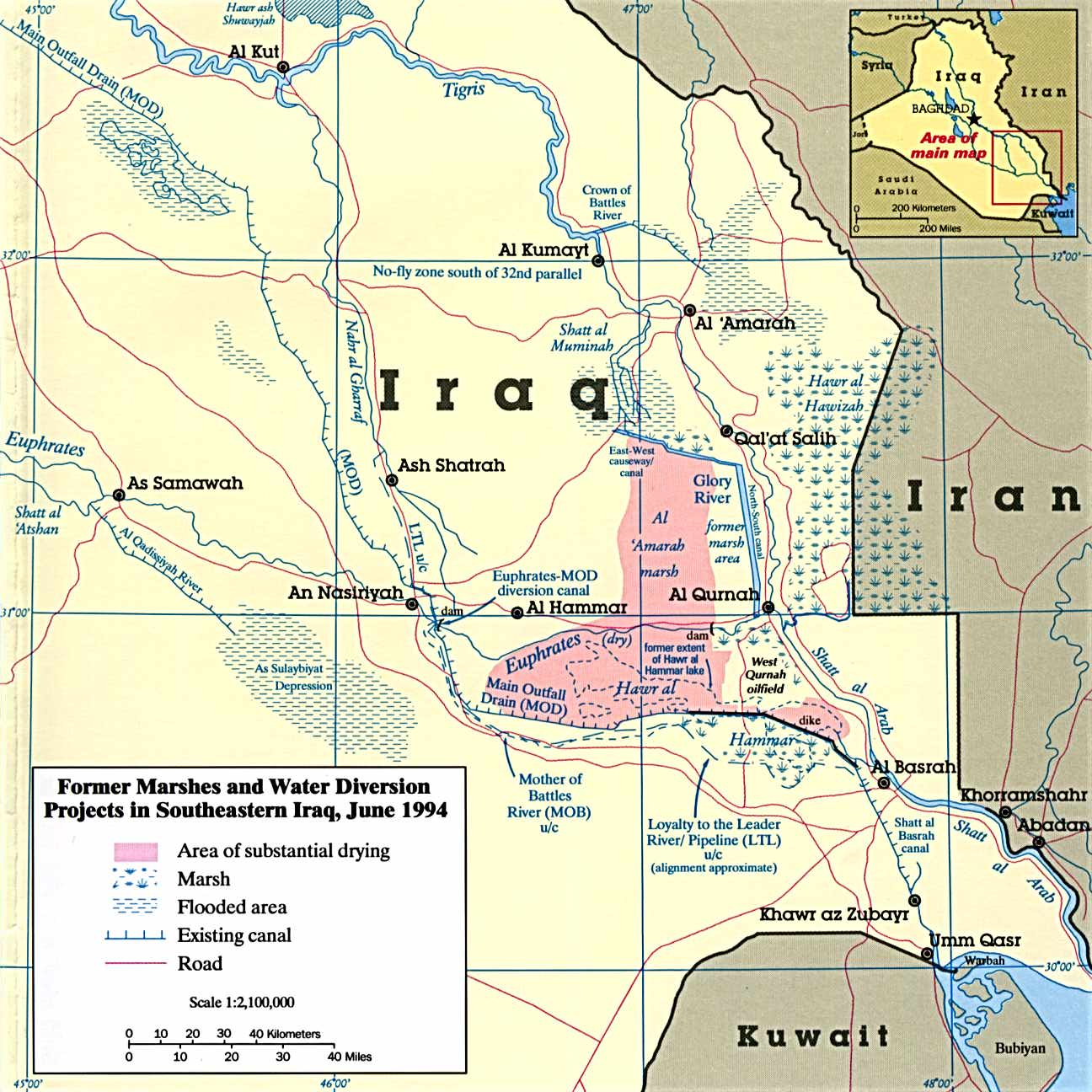
Mappa del 1994 delle Paludi mesopotamiche e delle bonifiche

Le paludi di Al-Hawizeh (Hawizeh Marshes (Haur Al-Hawizeh)) sono paludi che si trovano nel sud dell'Iraq, al confine con l'Iran, e sono delimitate dal fiume Tigri e dal fiume Karkheh. Queste paludi sono rifugio di varie specie animali e sono particolarmente importanti per la conservazione delle specie vegetali e animali con cui recuperare e ripopolare le altre paludi mesopotamiche, per questo nel 2008 sono state classificate come zona umida di importanza internazionale  secondo la Convenzione di Ramsar.

## Storia
Le paludi di Al-Hawizeh accompagnano la storia di varie culture, a partire dai Sumeri. In queste paludi si sono rifugiate le popolazioni e gli animali durante la Guerra Iran-Iraq degli anni ottanta. Esse erano tradizionalmente popolate dall'etnia dei Madan, oppositori politici di Saddam Hussein, che, proprio per questo motivo, nel 1992 iniziò a drenare le acque delle paludi. Dopo la deposizione di Hussein, i Madan hanno ricominciato a recuperare quest'area paludosa.